# Rogajny (district Gołdapski)
Rogajny (Duits: Rogainen) is een plaats in het Poolse woiwodschap Ermland-Mazurië, in het district Gołdapski. De plaats maakt deel uit van de gemeente Dubeninki en telt 183 inwoners.